# Cymopterus constancei
Cymopterus constancei là một loài thực vật có hoa trong họ Hoa tán. Loài này được R.L.Hartm. mô tả khoa học đầu tiên năm 2000.